# Juiaparus
Genre

Juiaparus est un genre d'insectes coléoptères de la famille des Cerambycidae, sous-famille des Cerambycinae et de la tribu des Cerambycini.

## Dénomination
Le genre Juiaparus a été décrit par les entomologistes brésiliens Ubirajara R.Martins et Miguel A. Monné en 2002.

## Taxinomie
Liste d'espèces
- Juiaparus batus (Linnaeus, 1758)
- Juiaparus erythropus (Nonfried, 1895)
- Juiaparus lasiocerus (Gahan, 1892)
- Juiaparus mexicanus (Thomson, 1860)
- Juiaparus punctulatus (Gahan, 1892)

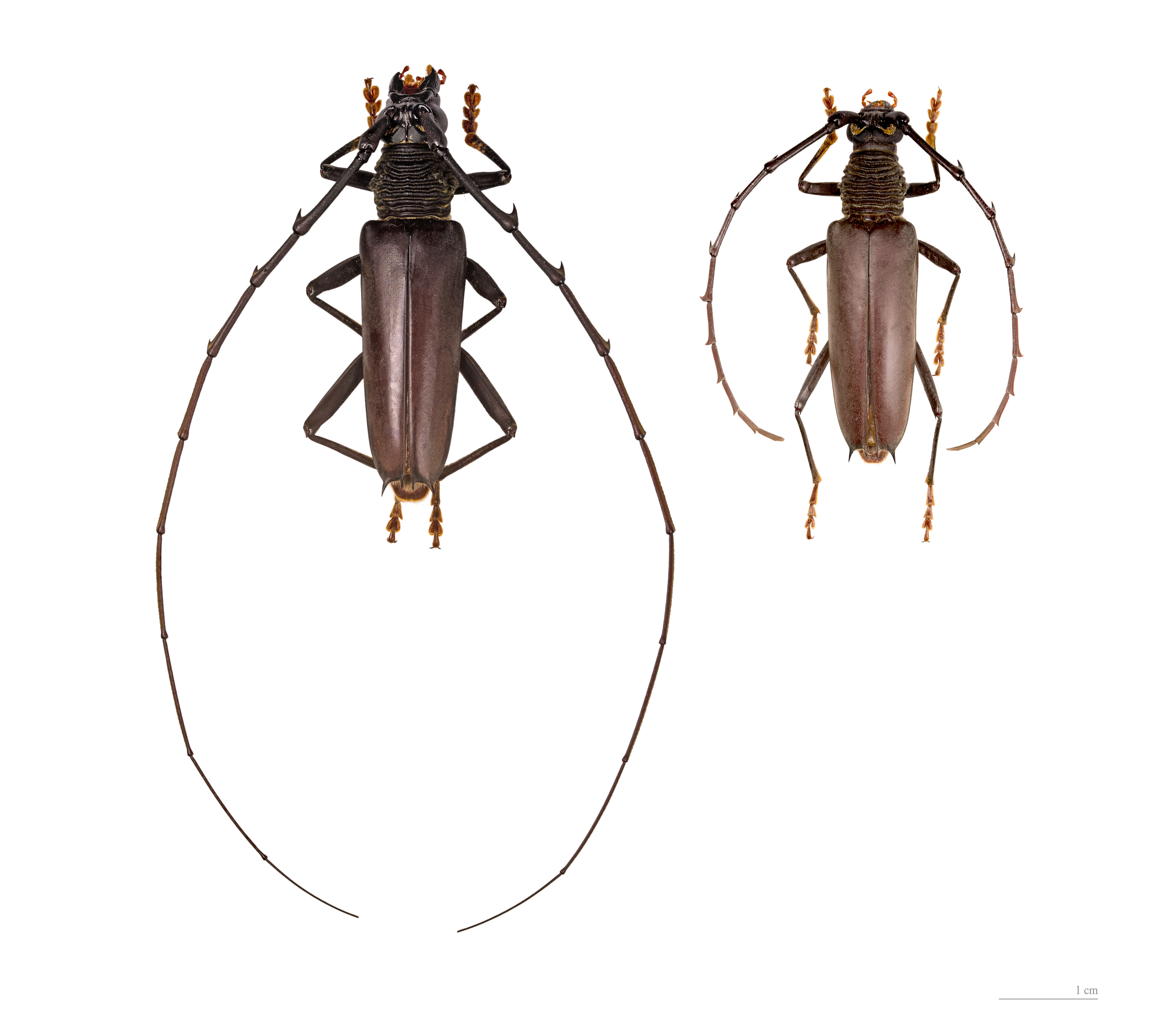
Juiaparus batus - les deux sexes

## Article lié
- Cerambycini